# Río Kungús
El Kungús (del ruso: Кунгус) es un río de Rusia que discurre por el sur del krai de Krasnoyarsk, en Siberia. Es un afluente del río Agul por la orilla izquierda, por lo que es un subafluente del Yeniséi por el Kan.

## Geografía
El Kungús nace en la parte meridional del krai de Krasoyarsk, en el seno de los montes Sayanes orientales de los que drena una parte de su vertiente norte. La cuenca del Kungús está situada ente el curso superior del Kan al oeste y la cuenca del Agul al este.
En su curso superior, el río es un río de montaña. Discurre globalmente en dirección al norte, a lo largo de numerosos meandros. En su curso inferior, se va acercando progresivamente al Agul, en el que acaba desembocando en la orilla izquierda, menos de 20 km antes de que este confluya con el Kan.
Permanece helado desde el mes de noviembre a la segunda quincena del mes de abril.

## Hidrometría - Caudal mensual en Ilinka
El caudal del Kungús ha sido observado durante 33 años (1958-1993) en Ilinka, pequeña localidad situada a 32 km de su desembocadura en el Agul.
El caudal interanual medio observado en la estación de Ilinka durante este periodo fue de 37.1 m³/s para una superficie drenada de 3.600 km², lo que corresponde al 95 % del total de la cuenca que tiene 3.800 km². La lámina de agua que se vierte sobre esta cuenca hidrográfica llega a los 325 mm por año, que puede ser considerada como bastante elevada.
Río alimentado ante toda por la fusión de las nieves de la montaña y de los glaciares en primavera, aunque también por las lluvias de verano, el Kungús es un río de régimen nivo-glacial.
Las crecidas se desarrollan de finales de primavera a inicios de otoño, de mediados de abril a mediados de septiembre, con una cima bien marcada en mayo, que corresponde a la fusión de las nieves. La cuenca se beneficia de precipitaciones en todas las estaciones, particularmente en las cimas. Son en forma de lluvia en la estación estival. La fusión de las nieves más las lluvias explican que el caudal de junio a septiembre sea sostenido. Durante este periodo, el caudal sigue una curva progresivamente descendente, que conduce al periodo de estiaje, que tiene lugar de noviembre a marzo y corresponde al invierno y las fuertes heladas que se abaten por toda Siberia.
El caudal medio mensual observado en febrero (mínimo de estiaje) es de 3.37 m³/s, menos de un 3% del caudal medio del mes de mayo, 115 m³/s, lo que subraya la importante amplitud de las variaciones estacionales. Durante la duración del periodo de observación, el caudal mensual mínimo registrado ha sido de 0.73 m³/s en marzo de 1964, mientras que el máximo ha sido 267 m³/s en mayo del 2966 y en mayo de 1987.
En lo que concerne al periodo estival, libre de hielos, de mayo a octubre, el caudal mínimo observado ha sido de 11 m³/s en octubre de 1976.
Caudal mensual medio (en m³/s) del Kungús registrados en la estación hirométrica de Ilinka 
Datos calculados en 33 años